# Sebastião Assis de Figueiredo
Sebastião Assis de Figueiredo OFM (ur. 16 maja 1949 w Coxilha Rica, zm. 20 grudnia 2007) – brazylijski duchowny katolicki, biskup Guiratinga w latach 2001-2007.

## Życiorys
Wstąpił do zakonu franciszkanów i tam złożył śluby zakonne 4 października 1975. Święcenia kapłańskie przyjął 18 grudnia 1976. Był m.in. wykładowcą filozofii w Dourados, rektorem i profesorem niższych seminariów w Ituporanga i Rio Brilhante, proboszczem w Dourados, definitorem prowincjonalnym, a także wikariuszem brazylijskiej prowincji Siedmiu Radości Matki Bożej i proboszczem w Rondonópolis.

### Episkopat
29 sierpnia 2000 papież Jan Paweł II mianował go biskupem diecezji Guiratinga. Sakry biskupiej udzielił mu 15 listopada tegoż roku bp Fernando Antônio Figueiredo. Rządy w diecezji objął 2 grudnia 2001.
20 grudnia 2007 zginął w wypadku samochodowym.